# Nolina nelsonii
Nolina nelsonii ist eine Pflanzenart der Gattung Nolina in der Familie der Spargelgewächse (Asparagaceae). Englische Trivialnamen sind „Blue Beargrass Tree“, „Nelson’s Beargrass“ und „Tree Sacahuista“.

## Beschreibung
Nolina nelsonii ist baumförmig mit Wuchshöhen von 1 bis 4,5 m. Die variablen bläulichen bis hellgrünen, linealischen Laubblätter sind 50 bis 70 cm lang und 10 bis 30 mm breit. Die Blattränder sind fein gezähnt.
Der Blütenstand wird 2 bis 3 m hoch mit zahlreichen langen variablen, Verzweigungen. Die weißen bis tanfarbenen Blüten sind 3 mm lang und im Durchmesser. Die Blühperiode reicht von Mai bis Juni.
Die in der Reife holzigen Kapselfrüchte sind 8 bis 10 mm lang und im Durchmesser. Die hellbraunen, kugelförmigen bis länglichen Samen sind 2 bis 3 mm im Durchmesser.
Nolina nelsonii ist bis minus 12 °C frosthart. Sie ist kaum bekannt.

## Verbreitung und Systematik
Nolina nelsonii ist in Mexiko im Bundesstaat Tamaulipas verbreitet. Sie ist mit Dasylirion-Arten vergesellschaftet.
Nolina nelsonii ist Mitglied der Sektion Arborescentes. Sie ist selten, geographisch isoliert und weist Ähnlichkeiten mit Nolina parryi auf, jedoch werden Unterschiede in Blütenstand und Struktur der Blätter deutlich.
Die Erstbeschreibung erfolgte 1906 durch Joseph Nelson Rose.

## Nachweise